# Romeo y Julieta (telenovela)
Romeo y Julieta fue una telenovela argentina juvenil basada en la obra original homónima de William Shakespeare, protagonizada por Elías Viñoles y Brenda Gandini y ambientada modernamente a la época actual. A pesar del poco éxito la ficción dio a conocer jóvenes actores hoy vigentes como Brenda Gandini, Benjamín Amadeo, María del Cerro, Elías Viñoles, Coco Maggio, Inés Palombo y Dolores Sarmiento.
Se estrenó el 14 de marzo de 2007 por Canal 9.

## Sinopsis
Romeo y Julieta cuenta la historia de Romeo Montero (Elías Viñoles) y Julieta Caporale (Brenda Gandini), dos jóvenes enamorados, víctimas del odio que hay entre sus familias por años. Una historia de amor y traición.

## Elenco[3]

### Protagonistas
- Elías Viñoles como Romeo Montero / Romeo Montesco.
- Brenda Gandini como Julieta Caporale / Julieta Capuleto.

### Personajes secundarios
Adolescentes:
- Elsa Pinilla como Bárbara Verbena /
Rosalina Capuleto, prima de Julieta.
- Jorge "Coco" Maggio como Polo Iraola / Conde Paris.
- Francisco Bass como Mariano Pereyra / Benvolio Montesco, primo de Romeo.
- Inés Palombo como Carolina Hernández, prima de Julieta.
- Diego Mesaglio como Dante Brunelli / Mercucio Escala, amigo de Romeo.
- Benjamín Amadeo como Leonardo Caporale / Teobaldo Capuleto, primo de Julieta.
- Esteban Coletti como Felipe / Pedro.
- Jazmín Beccar Varela como Malena Arizmendi.
- Dolores Sarmiento como Marisol Brando.
- Natalia Otero como Dolores "Loli" Álmada.
- Diego García como Juan / Baltasar / Fray Juan.
- Ariadna Asturzzi como Catalina.
- María del Cerro como Camille Donté.
- Lis Moreno como Sofía Brando.
- Sebastián Francini como Octavio Burman / Gregorio.
- Agustín Almeyda como Joaquín, hijo de la directora y Vittorio Caporale.

Adultos:
- Magalí Moro como Isabel Campos de Caporale / Isabel Capuleto.
- César Vianco como Vittorio Caporale / Vittorio Capuleto.
- Diana Lamas como Elena Pereyra de Montero / Elena Montesco.
- Álex Benn como Bruno Montero / Bruno Montesco.
- Jessica Schultz como Amalia de Verbena.
- Tony Lestingi como Arturo Verbena.
- Graciela Tenenbaum como Rosa Medina / Nodriza de Julieta.
- Edward Nutkiewicz como Donato Caporale.
- Jorge García Marino como Natalio Caporale.
- Anahí Martella como Perla.
- César Bordón como Padre Antonio /
Fray Lorenzo.
- Lara Ruiz como Profesora de educación física.
- Bernarda Pagés como Catherine Sullivan.
- Norberto Gonzalo como Pedro Edmundo Panetti.
- Sofía Elliot como Luz Ansaldi
- Sebastián Pajoni como Gaspar Ferro / Boticario.
- Victoria Rauch como Betina Torres Ortiz.
- Margarita Ros como Irene Hernández.
- Martín Gianola como Javier Bustamante.
- Gastón Grande como Santiago.

## Países donde se Emitió
- Panamá: TVN
- Uruguay: Monte Carlo TV
- España: Sony Entertainment Television; Jetix
- Colombia: Telepacífico
- Grecia: ET1
- Venezuela: La Tele
- Israel: Jetix
- Ecuador: Canal Uno
- Bolivia: Red Uno; Red PAT (enero-junio de 2016)
- Rumania: Național TV

## Banda sonora
Al mismo tiempo del lanzamiento de la telenovela, se lanzó un disco musical titulado "Romeo y Julieta" que contenía las canciones:
- 01 - Juntando Estrellas (Dolores Sarmiento, Elías Viñoles, Brenda Gandini y Benjamín Amadeo) Autores: (Ezequiel Suárez - P. Ramírez)
- 02 - Amor Prohibido (Brenda Gandini y Elías Viñoles) Autores: (Ezequiel Suárez - P. Ramírez)
- 03 - Hey (Brenda Gandini) Autores: (Ezequiel Suárez - P. Ramírez)
- 04 - Muriendo de Amor (Jazmín Beccar-Varela, Ariadna Asturzzi, Dolores Sarmiento y Liz Moreno) Autores: (Claudio Leda - Pablo Ramírez)
- 05 - Amigas (Brenda Gandini e Inés Palombo) Autores: (Ezequiel Suárez - P. Ramírez)
- 06 - Rompiendo Barreras (Benjamín Amadeo) Autores: (Ezequiel Suárez - P. Ramírez)
- 07 - Flechazo (Brenda Gandini) Autores: (Ezequiel Suárez- P. Ramírez)
- 08 - Gotas de Amor (Elsa Pinilla) Autores: (Ezequiel Suárez - P. Ramírez)
- 09 - Ni Medio Segundo (Elías Viñoles) Autores: (Ezequiel Suárez - P. Ramírez)
- 10 - Amor Letal (Brenda Gandini y Elsa Pinilla) Autores: (Ezequiel Suárez - P. Ramírez)
- 11 - Dentro de Mí (Elías Viñoles) Autores: (Ezequiel Suárez - P. Ramírez)
- 12 - Flechazo (Remix) (Brenda Gandini) Autores: (Ezequiel Suárez - P. Ramírez)
- 13 - Mi Dulce Bombón (Elías Viñoles) Autores: (Ezequiel Suárez - P. Ramírez)